# 任剑涛
任剑涛（1962年8月13日—），男，四川省广元市苍溪县人，中华人民共和国政治学家。现为清华大学社会科学学院政治学系教授，教育部“长江学者”特聘教授。其主要研究领域为政治哲学、西方政治思想史、中国政治以及当代中国政府与政治研究。

## 生平
1962年8月生于四川苍溪，1982年本科毕业于西华师范大学，1996年获得中山大学哲学博士学位，后留校任教。曾任中山大学政治与公共事务管理学院院长、教授、博士生导师。
1998年11月－1999年11月哈佛大学燕京学社高级访问学者。2005年荣获第五届“广东省十大杰出青年”称号。
2009年9月起调入中国人民大学，任中国人民大学国际关系学院政治学系二级教授、博士生导师。2010年10－12月，台湾大学访问研究员。
2016年起任清华大学社会科学学院政治学系教授，教育部“长江学者”特聘教授。

## 著作
- 《从自在到自觉——中国国民性探讨》（1992）
- 《伦理政治研究——从先秦儒学视角的理论透视》（1999）
- 《道德理想主义与伦理中心主义——儒家伦理及其现代处境》（2003）
- 《权利的召唤》（2005）
- 《中国现代思想脉络中的自由主义》（2004）
- 《后革命时代的公共政治文化》（2008）
- 《政治哲学讲演录》（2008）
- 《为政之道：1978－2008中国改革开放的理论综观》（2008）
- 《建国之惑——留学精英与现代政治的误解》（2012）
- 《社会的兴起——社会管理创新的核心问题》（2013）
- 《复调儒学——从古典解释到现代性探究》（2013）
- 《拜谒诸神：西方政治理论与方法寻踪》（2014）[3]
- . 北京: 中央编译出版社. 2014. ISBN 978-7-5117-2317-8.
- 任剑涛 (编). . 北京: 中央编译出版社. 2015. ISBN 978-7-5117-2371-0.
- . 杭州: 浙江人民出版社. 2016. ISBN 978-7-213-07214-7.
- . 天津: 天津人民出版社. 2019. ISBN 978-7-201-15172-4.